# Käkmaskar
Käkmaskar (Gnathostomulida) är en stam i djurgruppen tvåsidiga djur. Dessa djur är en till fyra millimeter långa och liknar maskar i utseende. Det finns omkring 90 arter som lever i sand med mycket andel av sulfider och organiska ämnen.